# SOS – Zwei Schwiegermütter
SOS – Zwei Schwiegermütter (Originaltitel: The Mating Season) ist eine US-amerikanische Screwball-Komödie von  Mitchell Leisen aus dem Jahr 1951, die von Paramount Pictures produziert wurde. Das Drehbuch von Charles Brackett, Richard L. Breen und Walter Reisch basiert auf dem Bühnenstück Maggie von Caesar Dunn. Die Hauptrollen spielten Gene Tierney, John Lund, Miriam Hopkins und Thelma Ritter. Der Film hatte am 12. Januar 1951 in den USA Premiere, am 19. Oktober 1951 in Österreich als Meine Schwiegermutter die Hexe und am 9. November 1951 in Deutschland, wo der Film auch als Köchin gesucht bekannt ist.

## Handlung
Ellen McNulty gibt ihren Hamburger-Stand in New Jersey auf, nachdem die Bank ihren Kredit gekündigt hat, und besucht ihren Sohn Val in Ohio. Val hat kürzlich Maggie, eine Prominente, geheiratet. Um Maggie bei der Organisation einer Dinnerparty zu unterstützen, lässt Val vom Arbeitsamt eine Köchin schicken. Als Ellen ankommt, hält Maggie sie für die Köchin. Ellen klärt den Umstand nicht auf, um Maggie nicht in Verlegenheit zu bringen. Nach der Party folgt Val ihr nach Hause und überredet sie, bei ihnen einzuziehen.
Am nächsten Morgen kommt Ellen mit ihren Sachen an. Maggie erklärt Val, dass sie den Irrtum nicht aufklären möchte, da eine Schwiegermutter im Haus nur Reibereien verursachen würde. Val stimmt der Scharade nur ungern zu. Auch Maggies Mutter Fran kommt, um bei ihnen zu wohnen. Sie ist ein Snob und missbilligt sowohl Val als auch Ellen.
Maggie und Val verleihen Ellens Dienste an die Familie Kalinger, in deren Firma Val arbeitet, für eine Party. Ehrengäste sind hierbei Mr. und Mrs. Williamson, die in Maryland eine Firma besitzen, die mit der Firma der Kalingers zusammenarbeitet, um einen Großauftrag zu erhalten. Ellen kümmert sich um den erkrankten Mr. Kalinger und stellt fest, dass sein Sohn Kalinger Junior zuvor Maggie umworben hat. Kalinger Senior lädt auch Val und Maggie zur Party ein. Auf der Party wird Maggie von Mrs. Williamson beleidigt und stürmt davon. Val fürchtet den Einfluss von Mrs. Williamson und zwingt Maggie zu einem Telefonanruf, um sich zu entschuldigen. Sie macht dies unfreiwillig.
Am nächsten Morgen treffen sich Val und Maggie und stimmen darüber ein, dass sie beide im Unrecht waren. Später an diesem Tag kommen Ellens Freunde vorbei und fragen nach „Mrs. McNulty“. Auf diese Weise erfährt Maggie, dass es sich bei Ellen um Vals Mutter handelt. Maggie ist wütend auf Val, weil er die Identität seiner Mutter vor ihr versteckt hat. Sie und ihre Mutter fahren in ein Hotel. Als Maggie Val später in seinem Büro mit den Tatsachen konfrontiert, versucht sich dieser zu erklären, aber Maggie hört ihm nicht zu. Sie erzählt ihm, dass er ein Snob geworden sei und dass sie nach Mexiko, wo die Scheidung leichter zu veranlassen ist, ziehen werde.
Mr. Kalinger beschließt, Val und Maggie wieder zusammenzubringen. Er überredet Maggie, mit ihm an die Hotelbar zu kommen, um sich zu verabschieden, da er weiß, dass Val wegen einer Party auch dort sein wird. Als Maggie Val sieht, schimpft sie erneut mit ihm, weil er versuche, seine Mutter zu verstecken, und verlässt die Bar. Val verlässt die Party und eilt fort, um seine Mutter zurück auf die Party zu bringen. Maggie, die zurück in die Bar gekommen ist, wird Zeugin, als Val seine Mutter selbstbewusst Mrs. Williamson vorstellt, obwohl die versnobte Mrs. Williamson, die Val zuvor für ihr Unternehmen verpflichten wollte, nichts von ihr hält. Auch Kalinger Junior findet Ellen entsetzlich, aber Kalinger Senior ist begeistert und beschließt, sie zu heiraten.

## Kritiken
Das Lexikon des internationalen Films sah in SOS – Zwei Schwiegermütter eine „[s]chwungvolle Attacke gegen Standesvorurteile und eine Ehrenrettung für alle Schwiegermütter“ und fand den Film „[h]umorvoll inszeniert und von guten Schauspielern getragen“.

## Auszeichnungen
Gewonnen
- Internationale Filmfestspiele Berlin 1951 – Bronzener Berliner Bär (Komödie)[2]

Nominiert
- Beste Nebendarstellerin Oscarverleihung 1952 (Thelma Ritter)
- Beste Nebendarstellerin Golden Globe Awards 1952 (Thelma Ritter)

Von der Evangelischen Filmgilde wurde SOS – Zwei Schwiegermütter als bester Film des Monats Juli 1952 prämiert.

## Synchronisation
Die Synchronisation führte die Berliner Synchron durch.
| Rolle                   | Darsteller       | Synchronsprecher       |
| ----------------------- | ---------------- | ---------------------- |
| Maggie Carleton McNulty | Gene Tierney     | Gerda Maria Terno      |
| Val McNulty             | John Lund        | Ernst Wilhelm Borchert |
| Fran Carleton           | Miriam Hopkins   | Ursula Krieg           |
| Ellen McNulty           | Thelma Ritter    | Alice Treff            |
| George Kalinger, Sr.    | Larry Keating    | Walther Suessenguth    |
| George C. Kalinger, Jr. | James Lorimer    | Wolfgang Lukschy       |
| Mrs. Williamson         | Cora Witherspoon | Agnes Windeck          |
| Annie                   | Ellen Corby      | Elke Haedrich          |